# Léon-Albert Lhôte
 (novembre 2024).
Si vous disposez d'ouvrages ou d'articles de référence ou si vous connaissez des sites web de qualité traitant du thème abordé ici, merci de compléter l'article en donnant les références utiles à sa vérifiabilité et en les liant à la section « Notes et références ».
Léon-Albert Lhôte, connu sous le nom de Léon-Albert L’Hôte, violoniste et compositeur français né à Paris le 31 mai 1828 et mort dans la même ville le 1er janvier 1900.

## Biographie
Léon-Albert Lhôte est le fils d'Adeline Joséphine Denise Lhôte (1809-1881), artiste dramatique et professeur de musique, et de père inconnu.
Il est admis au conservatoire de musique le 23 juin 1841 dans la classe de violon de François-Antoine Habeneck, puis, en 1845, dans la classe d'harmonie d'Antoine Elwart. Il obtient un accessit d'harmonie en 1848, puis le premier prix l'année suivante, un premier accessit de fugue en 1851. Il participe au concours du prix de Rome de composition musicale en 1853.
Il a été violon solo de l'orchestre du théâtre du Gymnase, puis de celui du Théâtre Italien.
Il a été Sous-chef du secrétariat du conservatoire de musique.
Compositeur d'une grande modestie, il n'a pas donné qu'un petit nombre de compositions :
- Premier trio pour piano, violon et violoncelle,
- Confidence, romance pour violon,
- Loin du bord et Rimembranza pour piano,
- Dites le moi, Soir d'été, Chanson du printemps, Qui nous a vus ?, L'’Éternelle chanson, mélodies vocales,
- Messe pour soli, chœurs et orchestre, exécutée à l'église Saint-Eustache en 1857,
- Second trio pour piano, violon et violoncelle,
- Quatuor pour instruments à corde,
- Trois ouvertures pour grand orchestre,
- diverses compositions non publiées.

Il est inhumé au cimetière de Montmartre (division 4), le 4 janvier 1900.